# Eclipse (yacht)
Pour les articles homonymes, voir Éclipse (homonymie).
L'Eclipse est un yacht de luxe de 162,5 m, inauguré en 2010. Construit par le chantier naval Blohm & Voss de Hambourg en Allemagne, pour l'oligarque milliardaire russe Roman Abramovitch, pour un coût estimé à près de 1,5 milliard de dollars, il est le yacht le plus long et le plus cher du monde à son lancement.

## Histoire
Déjà propriétaire des yachts le Grand Bleu de 113 m de 2000 et Ecstasea de 85,95 m de 2004, son commanditaire a veillé à garder secrète la longueur exacte de ce nouveau yacht (record de son époque) durant les 5 années de sa construction. 

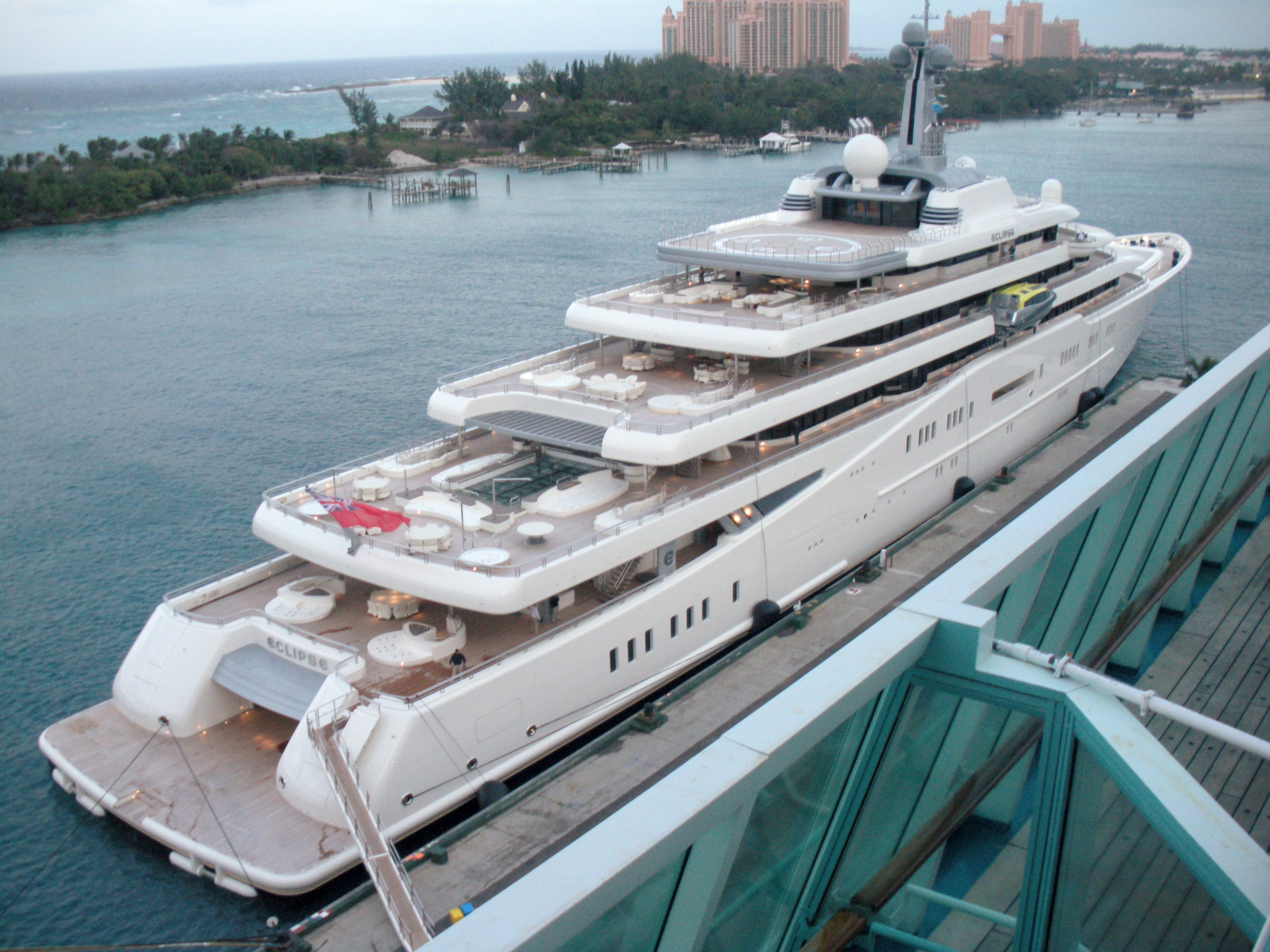
À Nassau aux Bahamas en 2009
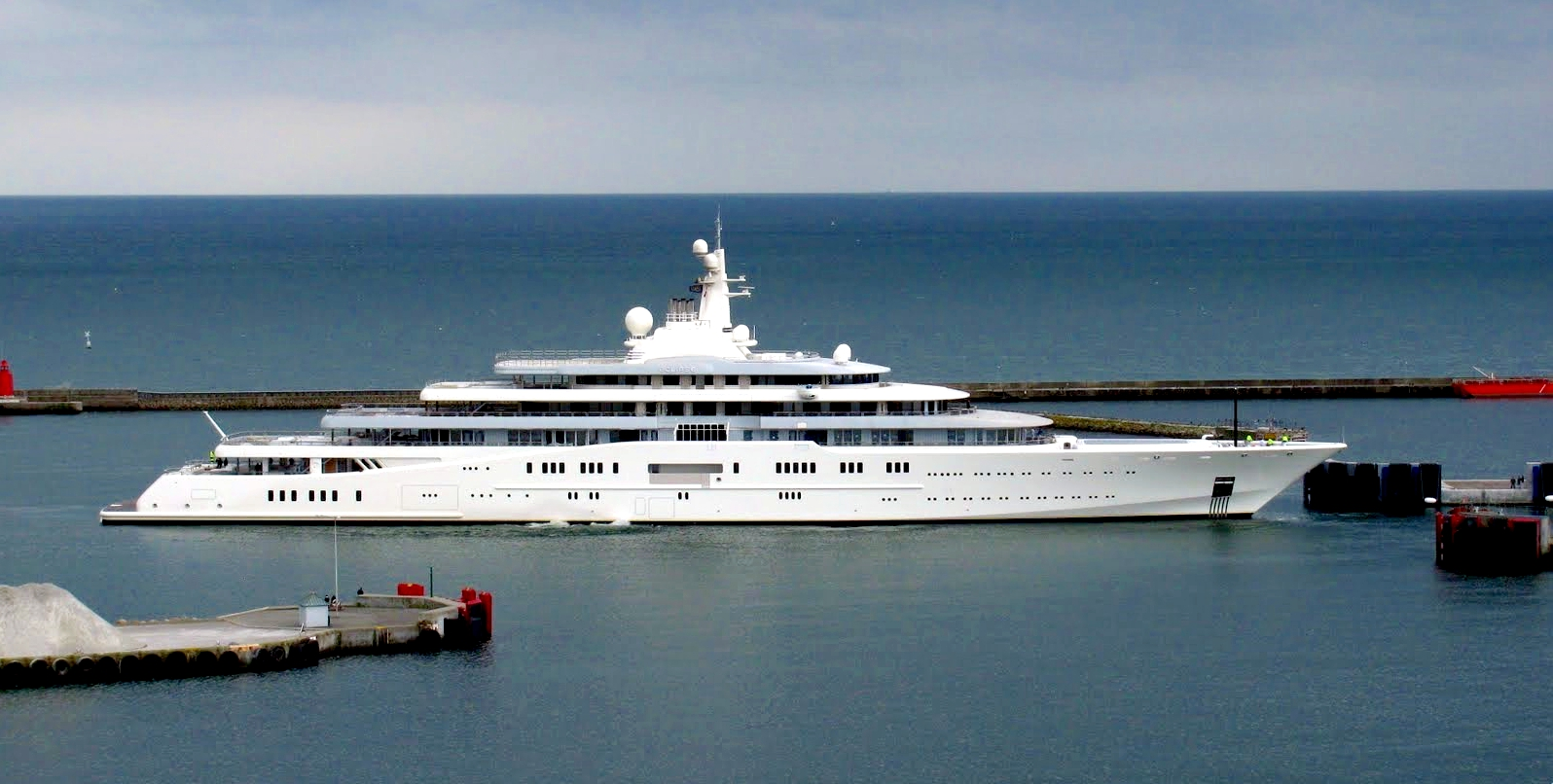
À Frederikshavn au Danemark en 2009
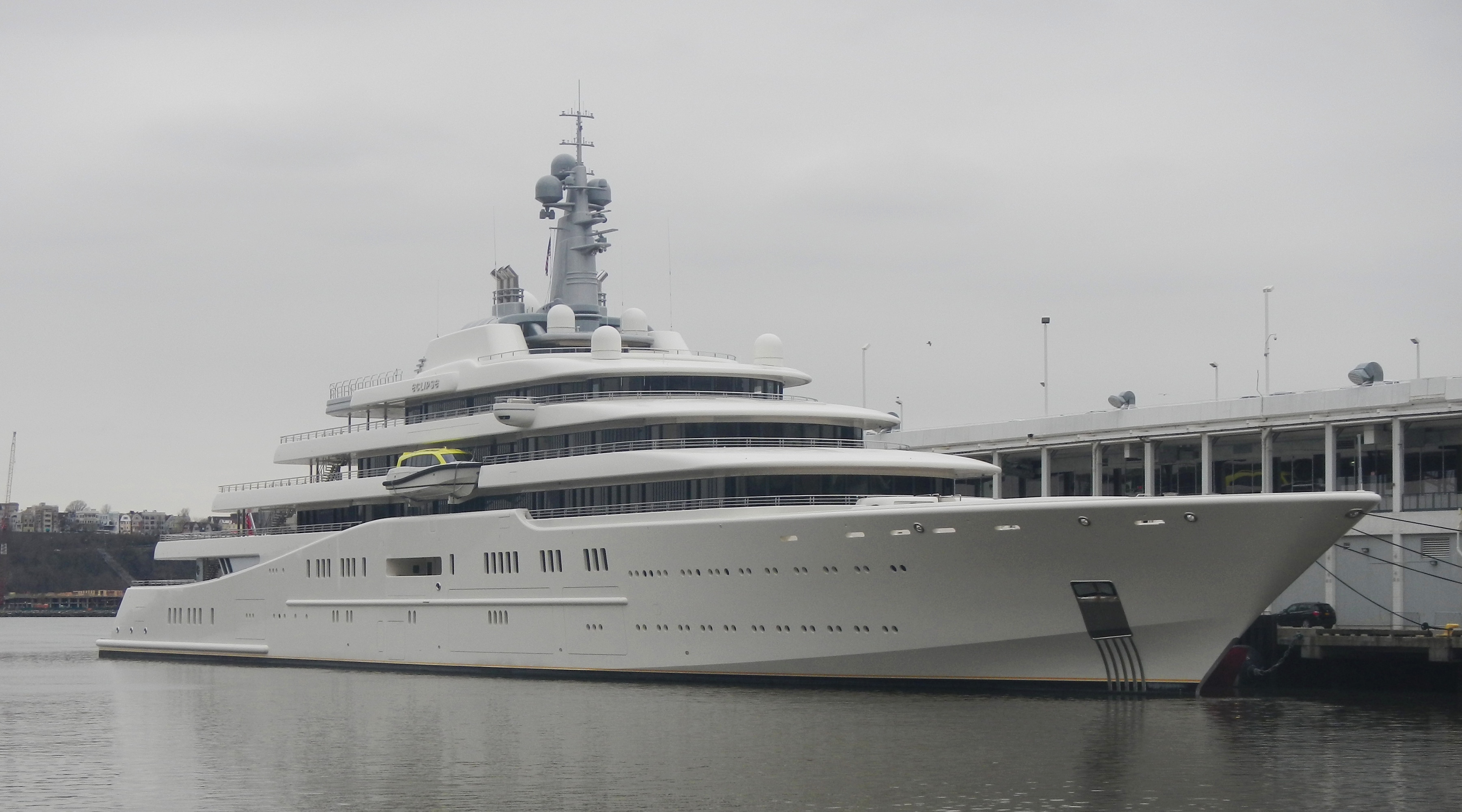
À Manhattan aux États-Unis en 2013

Il devient à son inauguration, le 9 décembre 2010, le yacht le plus long du monde, en battant de 50 cm le précédent record du Dubaï de 162 m de l'émir de Dubaï Mohammed ben Rachid Al Maktoum, jusqu'à l’inauguration le 5 avril 2013 de l'Azzam de 180 m, de l'émir d'Abou Dabi Khalifa ben Zayed Al Nahyane. 
Sous pavillon des Bermudes, baptisé Eclipse, son coût initial est estimé à 350 millions €, avec un coût final estimé à près de 1,5 milliard de $ en 2009,.

## Équipements
Le luxueux décor intérieur et extérieur est conçu par le designer architecte d’intérieur britannique Terence Disdale, avec 6 ponts, 24 cabines pour une capacité d’accueil d'une quarantaine de personnes, et de 70 membres d'équipage, dont une suite de 465 m² sur un pont entier (avec deux chambres, deux salles de bains, un bureau, une salle à manger, avec toit rétractable, jardin privatif, et mini cinéma privé...). Le yacht dispose également d'un night club de deux pistes de danse, d'une bibliothèque internationale, d'une salle de cinéma, d'un restaurant, d'un aquarium géant d'esturgeons, d'une galerie d'art, d'une banque, de salle de conférence, de salle de jeux, de deux piscines, d'une cave à vin, d'un institut de soin (massage, fitness, salon de coiffure, jacuzzis, sauna, hammam...), de deux hélisurfaces d'hélicoptère, et d'un port intérieur flottant d'une capacité de trois grosses vedettes rapides, de dizaines de motomarines, et d'un sous-marin de poche, etc.

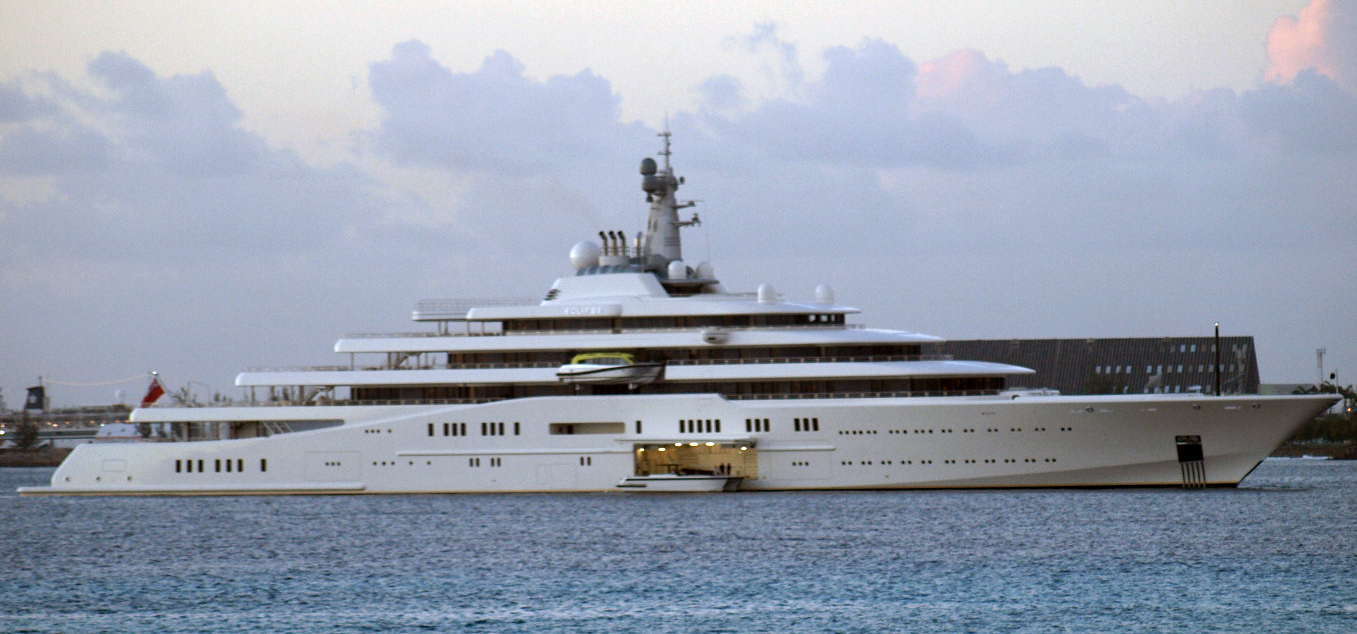
La Barbade dans les Caraïbes 2012
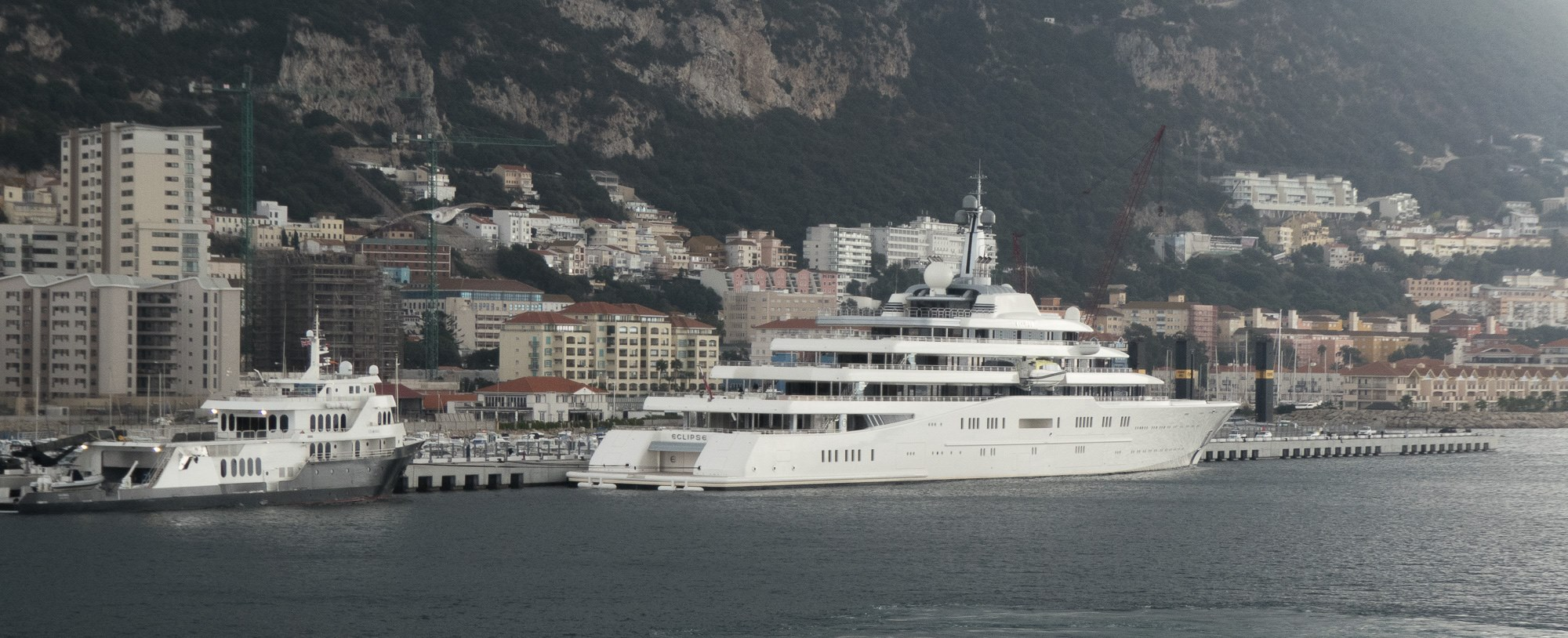
Gibraltar 2017
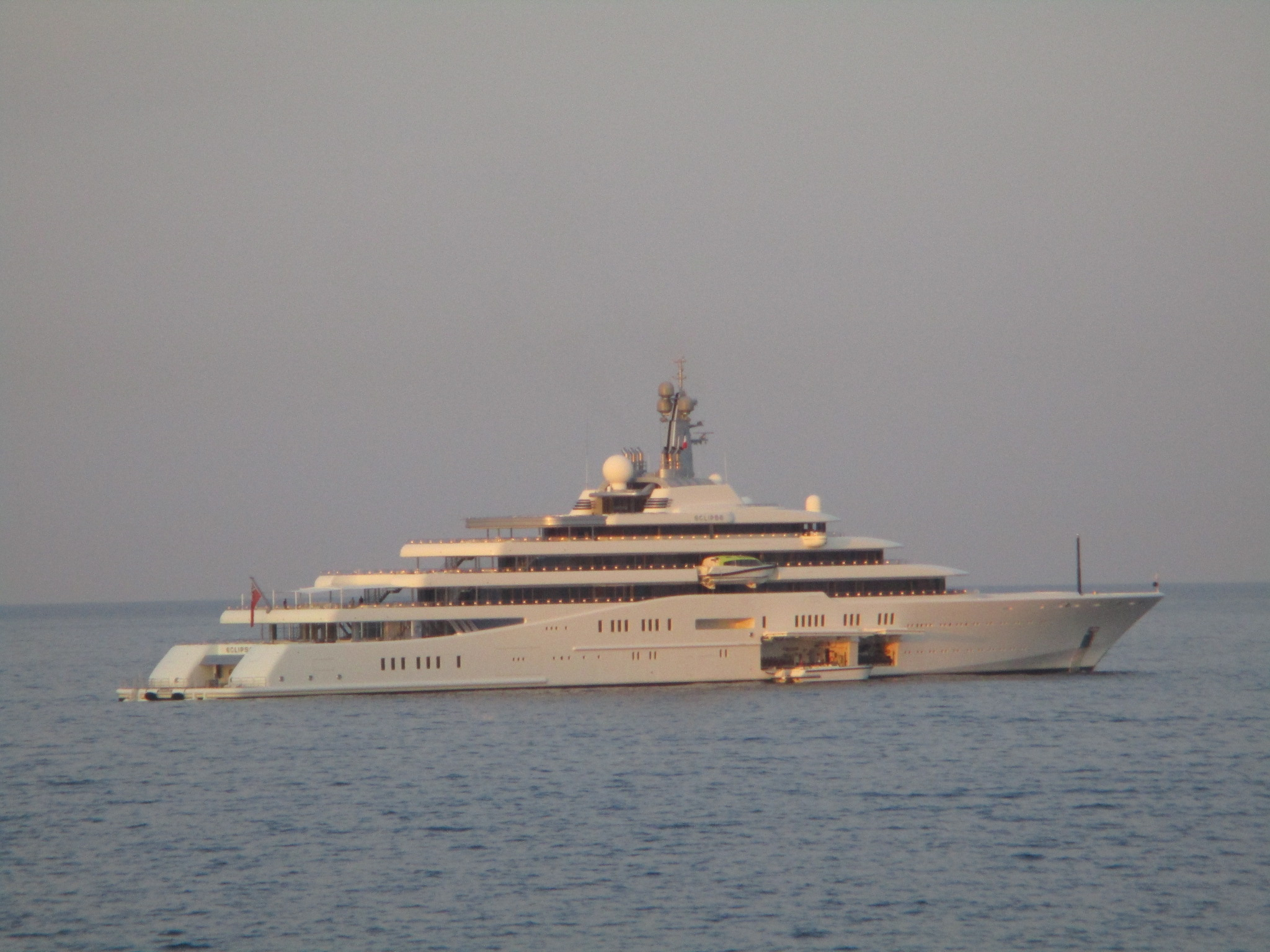
Marseille 2019
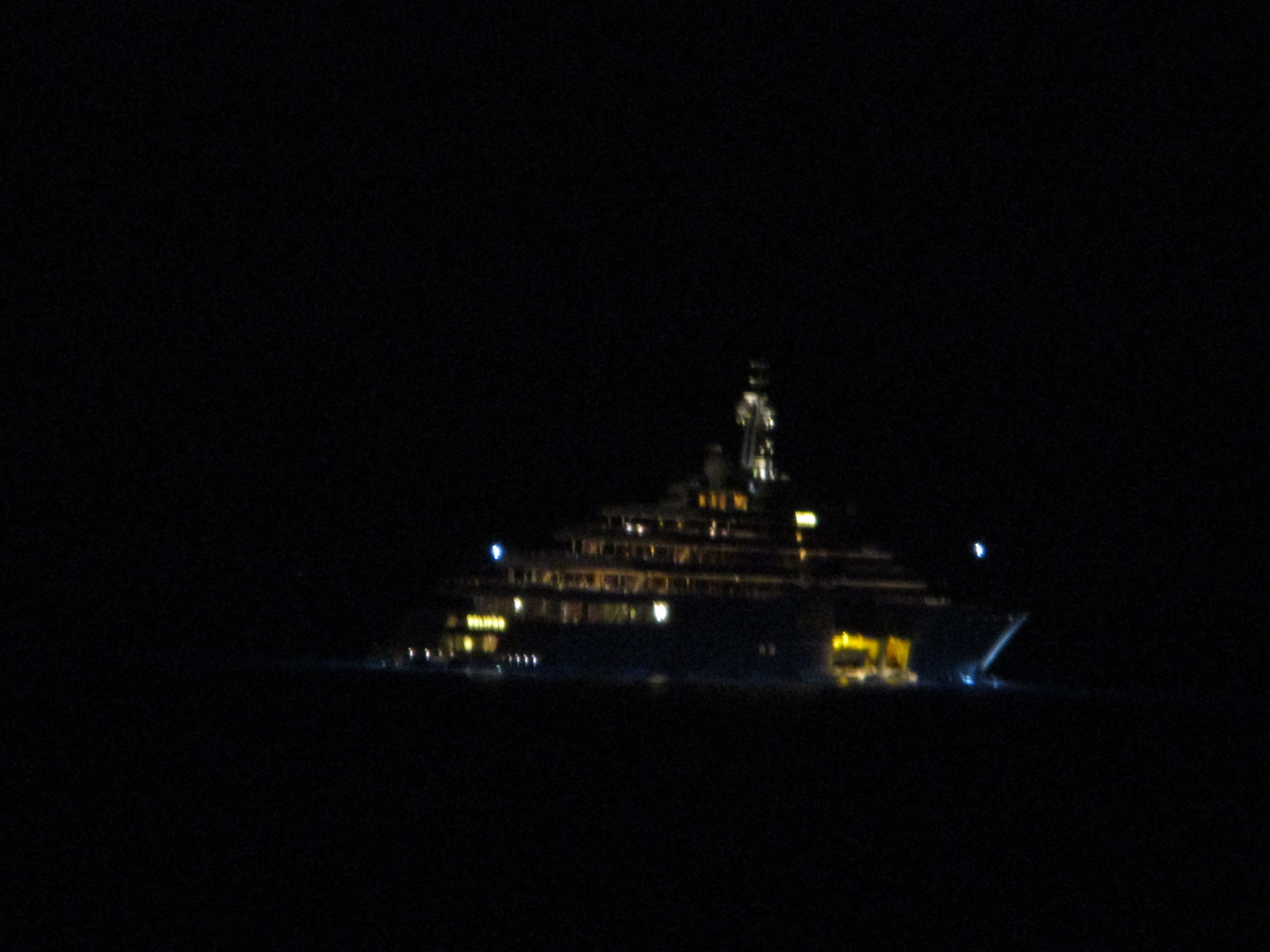
Marseille 2019

Le yacht dispose également d'un très haut niveau de sécurité, avec parois blindées, vitrage pare-balles, défense antimissile, et système anti photographie numérique anti-paparazzis...